# Weissach im Tal
Weissach im Tal – miejscowość i gmina w Niemczech, w kraju związkowym Badenia-Wirtembergia, w rejencji Stuttgart, w regionie Stuttgart, w powiecie Rems-Murr, wchodzi w skład wspólnoty administracyjnej Backnang. Leży ok. 18 km na północny wschód od Waiblingen, w Lesie Szwabsko-Frankońskim.

## Współpraca
Miejscowość partnerska:
- Lommatzsch, Badenia-Wirtembergia
- Marly, Francja